# Milagros Durán
Milagros Durán (* 10. September 2000) ist eine dominikanische Leichtathletin, die sich auf den Sprint spezialisiert hat.

## Sportliche Laufbahn
Erste internationale Erfahrungen sammelte Milagros Durán im Jahr 2014, als sie bei den U18-CAC-Meisterschaften in Morelia in 12,43 s den achten Platz im 100-Meter-Lauf belegte und über 200 Meter mit 25,56 s ebenfalls auf Rang acht gelangte. Zudem belegte sie mit der dominikanischen 4-mal-100-Meter-Staffel in 50,70 s den vierten Platz. 2017 gelangte sie bei den U18-Weltmeisterschaften in Nairobi mit 54,08 s auf Rang sechs im 400-Meter-Lauf und im Jahr darauf kam sie bei den U20-Weltmeisterschaften in Tampere mit 55,56 s nicht über die erste Runde hinaus. Zudem belegte sie dort mit der 4-mal-400-Meter-Staffel der Frauen in 3:34,09 min den siebten Platz. Anschließend wurde sie bei den Zentralamerika- und Karibikspielen (CAC) in Barranquilla in 53,88 s Sechste über 400 Meter und gelangte mit der Staffel mit 3:33,64 min auf Rang vier. 2019 belegte sie bei den U23-NACAC-Meisterschaften in Santiago de Querétaro in 54,04 s den fünften Platz über 400 Meter und anschließend wurde sie bei den U20-Panamerikameisterschaften in San José in 53,75 s Vierte. Zudem belegte sie dort mit der 4-mal-100-Meter-Staffel in 45,59 s den fünften Platz und wurde mit der 4-mal-400-Meter-Staffel in 3:40,39 min Sechste. 2021 erreichte sie bei den erstmals ausgetragenen Panamerikanischen Juniorenspielen in Cali in 44,86 s Rang vier in der 4-mal-100-Meter-Staffel und wurde mit der 4-mal-400-Meter-Staffel disqualifiziert. Bei den World Athletics Relays 2024 in Nassau kam sie in beiden Staffelbewerben zum Einsatz, konnte dem Team aber keinen Startplatz für die Olympischen Spiele sichern. Jedoch nahm sie im August mit der Mixed-Staffel über 4-mal 400 Meter an den Olympischen Sommerspielen in Paris teil und verpasste dort mit 3:18,39 min den Finaleinzug.

## Persönliche Bestzeiten
- 200 Meter: 24,00 s (+0,9 m/s), 18. Mai 2024 in Fort-de-France
- 400 Meter: 52,91 s, 19. Juli 2019 in San José